# La Chapelle-Réanville
La Chapelle-Réanville és un municipi francès situat al departament de l'Eure i a la regió de Normandia. L'any 2007 tenia 1.125 habitants.

## Demografia

### Població
El 2007 la població de fet de La Chapelle-Réanville era de 1.125 persones. Hi havia 395 famílies, de les quals 59 eren unipersonals (12 homes vivint sols i 47 dones vivint soles), 115 parelles sense fills, 178 parelles amb fills i 43 famílies monoparentals amb fills.
La població ha evolucionat segons el següent gràfic:
Habitants censats

### Habitatges
El 2007 hi havia 437 habitatges, 398 eren l'habitatge principal de la família, 24 eren segones residències i 15 estaven desocupats. 414 eren cases i 20 eren apartaments. Dels 398 habitatges principals, 160 estaven ocupats pels seus propietaris, 230 estaven llogats i ocupats pels llogaters i 8 estaven cedits a títol gratuït; 4 tenien una cambra, 8 en tenien dues, 35 en tenien tres, 146 en tenien quatre i 206 en tenien cinc o més. 333 habitatges disposaven pel capbaix d'una plaça de pàrquing. A 136 habitatges hi havia un automòbil i a 247 n'hi havia dos o més.

### Piràmide de població
La piràmide de població per edats i sexe el 2009 era:
| Homes | Edats   | Dones |
| ----- | ------- | ----- |
| 0     | 95 o +  | 0     |
| 0     | 90 a 94 | 0     |
| 0     | 85 a 89 | 8     |
| 0     | 80 a 84 | 0     |
| 24    | 75 a 79 | 4     |
| 12    | 70 a 74 | 16    |
| 8     | 65 a 69 | 8     |
| 20    | 60 a 64 | 12    |
| 28    | 55 a 59 | 16    |
| 44    | 50 a 54 | 48    |
| 36    | 45 a 49 | 52    |
| 36    | 40 a 44 | 32    |
| 36    | 35 a 39 | 32    |
| 68    | 30 a 34 | 56    |
| 32    | 25 a 29 | 36    |
| 16    | 20 a 24 | 28    |
| 44    | 15 a 19 | 40    |
| 20    | 10 a 14 | 36    |
| 56    | 5 a 9   | 52    |
| 44    | 0 a 4   | 28    |

## Economia
El 2007 la població en edat de treballar era de 757 persones, 564 eren actives i 193 eren inactives. De les 564 persones actives 532 estaven ocupades (285 homes i 247 dones) i 33 estaven aturades (10 homes i 23 dones). De les 193 persones inactives 67 estaven jubilades, 74 estaven estudiant i 52 estaven classificades com a «altres inactius».

### Ingressos
El 2009 a La Chapelle-Réanville hi havia 386 unitats fiscals que integraven 1.122,5 persones, la mediana anual d'ingressos fiscals per persona era de 19.712 €.

### Activitats econòmiques
Dels 25 establiments que hi havia el 2007, 1 era d'una empresa de fabricació d'altres productes industrials, 4 d'empreses de construcció, 5 d'empreses de comerç i reparació d'automòbils, 2 d'empreses de transport, 1 d'una empresa d'hostatgeria i restauració, 1 d'una empresa d'informació i comunicació, 2 d'empreses financeres, 2 d'empreses immobiliàries, 2 d'empreses de serveis, 1 d'una entitat de l'administració pública i 4 d'empreses classificades com a «altres activitats de serveis».
Dels 9 establiments de servei als particulars que hi havia el 2009, 1 era un taller de reparació d'automòbils i de material agrícola, 2 paletes, 2 lampisteries, 3 perruqueries i 1 agència immobiliària.

## Equipaments sanitaris i escolars
El 2009 hi havia una escola elemental.

## Poblacions més properes
El següent diagrama mostra les poblacions més properes.